# Aloe canarina
Aloe canarina ist eine Pflanzenart der Gattung der Aloen in der Unterfamilie der Affodillgewächse (Asphodeloideae). Das Artepitheton canarina stammt aus dem Lateinischen und verweist auf die kanariengelben Blüten.

## Beschreibung

### Vegetative Merkmale
Aloe canarina wächst stammbildend, sprosst und bildet kleine Gruppen. Der niederliegende Stamm erreicht eine Länge von bis zu 80 Zentimetern. Die lanzettlich spitz zulaufenden Laubblätter bilden dichte Rosetten. Die trüb gräulichgrüne, rot überhauchte Blattspreite ist 50 bis 80 Zentimeter lang und 10 bis 15 Zentimeter breit. Die stechenden, braun gespitzten Zähne am Blattrand sind 2 bis 3 Millimeter lang und stehen 10 bis 18 Millimeter voneinander entfernt.

### Blütenstände und Blüten
Der Blütenstand  besteht aus 15 bis 20 Zweigen und erreicht eine Länge von etwa 100 Zentimeter. Die untersten Zweige sind nochmals verzweigt. Die lockeren, zylindrischen Trauben sind 10 bis 15 Zentimeter lang. Die eiförmig spitz zulaufenden Brakteen weisen eine Länge von 2 bis 3 Millimeter auf und sind 2,5 Millimeter breit. Die gelben Blüten stehen an 6 bis 7 Millimeter langen Blütenstielen. Die Blüten sind 25 bis 30 Millimeter lang und sind an ihrer Basis gestutzt. Auf Höhe des Fruchtknotens weisen die Blüten einen Durchmesser von 10 bis 12 Millimeter auf. Darüber sind sie zur Mündung auf 8 Millimeter verengt. Ihre äußeren Perigonblätter sind auf einer Länge von etwa 8 bis 10 Millimetern nicht miteinander verwachsen. Die Staubblätter und der Griffel ragen 4 Millimeter aus der Blüte heraus.

## Systematik und Verbreitung
Aloe canarina ist im Nordosten von Uganda und im Südosten von Sudan in offenem, laubabwerfenden Busch in Höhen von 1345 bis 1570 Metern verbreitet.
Die Erstbeschreibung durch Susan Carter wurde 1994 veröffentlicht.

## Nachweise